# Should a Woman Divorce?
«Should a Woman Divorce?» — американский короткометражный драматический фильм Эдвина МакКима.

## Сюжет
Дочь фермера Грейс Робертс знакомится с доктором Франклином и влюбляется в него. Это чувство взаимно, но Франклин боится сделать ей предложение. Эдвард Смит, состоятельный торговец скотом отправляется на ферму. Он был приглашён на вечеринку, где познакомился с Грейс, на которой в результате женится. Доктор Франклин, в свою очередь, пишет Гресь письмо с просьбой выйти за него.

## В ролях
| Актёр            | Роль            |
| ---------------- | --------------- |
| Леонид Самолов   | доктор Фрэнклин |
| Лиа Лелэнд       | Грейс Робертс   |
| Анна Лер         |                 |
| Мэйбл Райт       |                 |
| Роберт Табер     |                 |
| Фредерик Робертс |                 |
| Милтон С. Гулд   |                 |